# Danny Ings
Daniel William John Ings (* 23. července 1992 Winchester) je anglický profesionální fotbalista, který hraje na pozici útočníka za anglický klub West Ham United FC. Mezi lety 2015 a 2020 odehrál také 3 zápasy v dresu anglické reprezentace, ve kterých vstřelil 1 branku.

## Klubová kariéra
V sezoně 2013/14 přispěl 26 góly k postupu Burnley FC do Premier League. Další sezonu 2014/15 dal 11 branek, Burnley FC ale sestoupil. V Premier League Ings zůstal, v průběhu léta 2015 přestoupil do Liverpool FC. V Liverpoolu odehrál jen 8 zápasů a dal 3 branky (ve všech soutěžích), poté si v říjnu 2015 poranil koleno. Prognózy hovořily o absenci do června 2016. V sezoně 2016/17 odehrál pouze 6 zápasů a vstřelil 4 branky.

## Reprezentační kariéra
V roce 2015 startoval na Mistrovství Evropy U21, které pořádala Česká republika. Měl být tahounem anglické jednadvacítky spolu s Harrym Kanem. V A-mužstvu Anglie debutoval 12. 10. 2015 v kvalifikačním zápase ve Vilniusu proti Litvě (výhra 3:0). O EURO 2016 ve Francii ale přišel kvůli zranění.